# Sootoro
Sootoro (Arabsky: سوتورو, Suturu) známé taky jako Ochranné jednotky Gozarto (Gozarto – aramejsky znamená oblast guvernorátu Hasaka) nebo pod zkratkou GPF (z anglického Gozarto Protection Force) jsou asyrské křesťanské milice, sestávající hlavně ze Sýrijců a Arménů v syrském guvernorátu Hasaka, obzvláště v městě Kamišlí. Některé oddíly bojují ale například i ve východní části provincie Homs u města Karajtín. Na rozdíl od Policie Sutoro, napojenou na Asyrskou sjednocenou stranu (SUP), Asyrský vojenský koncil a spolupracující kurdskými jednotkami, bojuje tato milice na straně syrské vlády. Zpočátku docházelo k záměnám těchto skupin. Od roku 2013 mají ale milice Sutoro zcela nové insignie. Od prosince 2013 jednotky Sootoro výslovně popřely, že by byly jakkoliv napojeny na SUP.